# استاروایلیکیوو
استاروایلیکیوو (به لاتین: Staroilikeyevo) یک منطقهٔ مسکونی در روسیه است که در باشقیرستان واقع شده‌است.